# This is my trial
『This is my trial』（ディス・イズ・マイ・トライアル）は、山口百恵の22枚目のスタジオ・アルバム。百恵の引退後の1980年10月21日にCBSソニーより発売された。同年12月1日には、CBSソニー高音質アナログ仕様 ″マスター・サウンド″ 盤でも発売された。

## 背景
帯コピー：阿木燿子、宇崎竜童、谷村新司、井上陽水他作家陣による山口百恵ラスト・オリジナル・アルバム
本作は特にコンセプトを設けず、最後のアルバムということで肩の力を抜いて、単純に良い曲を集めた作品を作ろうという企画から制作された。
担当ディレクターの川瀬泰雄によると、同年3月に百恵の引退が発表されたことにより、現場のスタッフはその後に発売されるアルバム『メビウス・ゲーム』『不死鳥伝説』そして本作の企画及びレコーディングに関するすべての作業を行わなくてはならず、数カ月は頭の中も身体も百恵のことでいっぱいになっていたという。さらには日本武道館で行われるライブの予行演習や、他のアーティストのレコーディングなども重なり、寝る時間もなくスタッフの誰かが倒れてもおかしくないほどの忙しさだったと述懐している。しかし、当時の百恵の多忙さはスタッフの比でなかったであろうと振り返り、その影響でハスキーな声質へと変化が見られると指摘している。また、その少しかすれた声が非常にセクシーであるといい、この声質でもう2～3枚アルバムを作ってみたかったとも話している。なお、百恵はこのような尋常でない忙しさの中でも一度も弱音を吐いたことはなかったという。
アルバムの最後に収められたタイトル曲「This is my trial (私の試練)」は、作者である谷村新司から百恵へのオマージュソングともいえる楽曲であり、百恵は本作の発売前の10月5日に開催された日本武道館におけるファイナルコンサートのオープニングでこの曲を歌った。
B-1「Crazy Love」は井上陽水の作詞作曲による山口への唯一の提供曲。井上自身もセルフカバーし、「クレイジーラブ」のタイトルで同年11月21日にシングルとして発売された。
2003年6月4日に発売された全オリジナルアルバム22枚を復刻したCD-BOX『MOMOE PREMIUM』には、リマスタリング音源で収録されている。2007年9月30日には更なるマスターサウンド仕様が施された『Complete MOMOE PREMIUM』が発売された。

## 収録曲
| #  | タイトル                           | 作詞         | 作曲       | 編曲     |
| -- | ---------------------------------- | ------------ | ---------- | -------- |
| 1. | 「輪廻」                           | 阿木燿子     | 宇崎竜童   | 萩田光雄 |
| 2. | 「あやつり人形館」                 | 阿木燿子     | 宇崎竜童   | 萩田光雄 |
| 3. | 「想い出のストロベリーフィールズ」 | 横須賀恵     | 杉真理     | 萩田光雄 |
| 4. | 「琥珀の季節」                     | うさみかつみ | 萩田光雄   | 萩田光雄 |
| 5. | 「闇の薫り」                       | 来生えつこ   | 来生たかお | 萩田光雄 |

| #  | タイトル                         | 作詞     | 作曲       | 編曲     |
| -- | -------------------------------- | -------- | ---------- | -------- |
| 1. | 「Crazy Love」                   | 井上陽水 | 井上陽水   | 萩田光雄 |
| 2. | 「Jigsaw Puzzle」                | 上田洋   | 芳野藤丸   | 大谷和夫 |
| 3. | 「神様のおぼし召し」             | 阿木燿子 | 宇崎竜童   | 大谷和夫 |
| 4. | 「幕間の風景」                   | 伊藤強   | 杉真理     | 大谷和夫 |
| 5. | 「恋は千里眼」                   | 糸井重里 | 来生たかお | 大谷和夫 |
| 6. | 「This is my trial（私の試練）」 | 谷村新司 | 谷村新司   | 萩田光雄 |

## クレジット
ミュージシャン
| - ドラム：島村英二、市原康、Hideo Yamaki - エレクトリック・ベース：Mickey Nagaoka、杉本和弥 - キーボード：Maki Tashiro、大谷和夫、萩田光雄、川瀬泰雄 - エレクトリック・ギター：今剛、芳野藤丸、Takayuki Hijikata - アコースティック・ギター：吉川忠英、谷浩一、Hiromi Yasuda、芳野藤丸 - パーカッション：斎藤ノブ、ベッカー、Osamu Nakajima - ストリングス：多グループ、小林グループ | - トランペット：数原晋、数原グループ - テナーサックス：Takeru Muraoka - アルト・サックス：Jake Conception - トロンボーン：新井グループ - ティンパニー：Isao Kabayama - バックヴォーカル：Eve Guava（萩田光雄、川瀬泰雄） |

スタッフ
| - エグゼキュティブ・プロデューサー：酒井政利 - プロデューサー：川瀬泰雄 - ディレクター：川瀬泰雄 - レコーディング・エンジニア：前島裕一 - リミキシング・エンジニア：前島裕一、川瀬泰雄 - アシスタント・エンジニア：大野邦彦 - レコーディング・コーディネーター：金塚晴子 | - アシスタント・ディレクター：前木幹正 - ミュージシャンズ・コントラクター：清実正敏 - 写真：篠山紀信 - デザイナー：山田充 - ジャケットコーディネーター：Tamio Komuro - レコーディング・スタジオ：CBS/SONY信濃町スタジオ |

## 関連作品
- MOMOE PREMIUM
- 山口百恵 22 Original Albums Collection
- Complete MOMOE PREMIUM

## 参考資料
- 川瀬泰雄『プレイバック 制作ディレクター回想記』学研マーケティング、2011年2月。ISBN 978-4054047259。